# Kanton Levet
Kanton Levet (francouzsky Canton de Levet) je francouzský kanton v departementu Cher v regionu Centre-Val de Loire. Tvoří ho 13 obcí.

## Obce kantonu
- Annoix
- Arçay
- Lapan
- Levet
- Lissay-Lochy
- Plaimpied-Givaudins
- Saint-Caprais
- Saint-Just
- Sainte-Lunaise
- Senneçay
- Soye-en-Septaine
- Trouy
- Vorly